# Burgstall Zinzendorf
Der Burgstall Zinzendorf befindet sich in Zinzendorf, heute ein Gemeindeteil der Oberpfälzer Stadt Wörth an der Donau im Landkreis Regensburg. Die Anlage liegt ca. 200 m östlich von der Ortskirche St. Matthäus und wird als „verebneter mittelalterlicher Burgstall“ unter der Aktennummer D-3-7040-0220 im Bayernatlas aufgeführt.

## Geschichte
Es ist davon auszugehen, dass dies ein Sitz des Geschlechts der ursprünglich in Niederösterreich beheimateten Zinzendorfer war. In einer Urkunde von Kloster Oberalteich erscheint Ende des 12. Jahrhunderts unter den Zeugen ein Ortsadeliger namens Dietricus von Cincendorf. Ebenso ist zu vermuten, dass die romanische Ortskirche ursprünglich als Burgkapelle gedient hat.